# Salitre - El Greco (estación)
La estación sencilla Salitre - El Greco - Vive Claro forma parte del sistema de transporte masivo de Bogotá, TransMilenio, inaugurado en el año 2000.

## Ubicación
Está ubicada sobre la Avenida El Dorado entre carreras 66 y 66C. Se accede a ella a través de un puente peatonal ubicado sobre la Carrera 66.
Atiende la demanda de los barrios El Salitre, Ciudad Salitre Nororiental y sus alrededores.
En sus cercanías están la Secretaría de Educación Distrital, las sedes de TransMilenio S.A, Canal Capital y el Centro Comercial Gran Estación, por el otro extremo de la calle 26 Compensar y la Clínica Universitaria de Colombia.

## Origen del nombre
La estación recibe su nombre del barrio del mismo nombre, ubicado al norte de la estación. Luego, en el marco del plan que tiene la empresa TransMilenio para buscar aliados comerciales, al nombre de la estación se le añadió el texto «Vive Claro».

## Historia
Esta estación hace parte de la Fase III de TransMilenio que empezó a construirse a finales de 2009 y, después de varias demoras relacionadas con casos de corrupción, se inaugura el 29 de julio de 2012.

## Servicios de la estación

### Servicios troncales
| Tipo                                | Rutas al Oriente | Rutas al Occidente | Rutas al Norte | Rutas al Sur |
| ----------------------------------- | ---------------- | ------------------ | -------------- | ------------ |
| Ruta fácil                          | 1                | 1                  |                |              |
| Expresos todos los días todo el día |                  | K43 K54            |                | G43 H54      |
| Expresos lunes a sábado todo el día |                  | K10 K16 K23        | B16 B23        | L10          |

### Servicios duales
| Tipo                             | Rutas al Norte | Rutas al Occidente |
| -------------------------------- | -------------- | ------------------ |
| Dual lunes a domingo todo el día | M86            | K86                |

### Esquema
| ← Occidente    |              |  |            |
| 1K16K43        | K10K23K54K86 |  | Carrera 66 |
| Vagón 2        | Vagón 1      |  | Puente     |
| ← Ciclorruta → |              |  | Puente     |
| Vagón 4        | Vagón 3      |  | Puente     |
| 1B16G43        | B23H54L10M86 |  | Carrera 66 |
| Oriente →      |              |  |            |

### Servicios urbanos
Así mismo funcionan las siguientes rutas urbanas del SITP en los costados externos a la estación, circulando por los carriles de tráfico mixto sobre la Avenida Eldorado, con posibilidad de trasbordo usando la tarjeta TuLlave:
| Código | Sector                        | Dirección            | Rutas                                       |
| ------ | ----------------------------- | -------------------- | ------------------------------------------- |
| 400A06 | K Estación Salitre - El Greco | Av. Eldorado - KR 66 | A127A153A319A538K102K206K211K527L149 60 T40 |
| 388A05 | K Estación Salitre - El Greco | Av. Eldorado - KR 68 | C127C149C153D206G503G518G538K319 T40        |

## Ubicación geográfica
| Noroeste: K El Tiempo - Cámara de Comercio de Bogotá | Norte: N Calle 53              | Nordeste: Teusaquillo            |
| Oeste: N Av. Esperanza                               |                                | Este: Teusaquillo                |
| Suroeste: Teusaquillo                                | Sur: F Pradera - Plaza Central | Sureste: K CAN - British Council |